# 邱光华
邱光华（1957年4月—2008年5月31日），四川省茂县人，羌族，大校軍銜，中国人民解放军陆军航空兵直升机驾驶员，牺牲于5·31四川救灾直升机失事事故。

## 生平
邱光華1974年参加中国人民解放军，被周恩来亲自挑选为直升机驾驶员，1976年加入中国共产党。效力于成都军区陆军航空兵某团。为直升飞机特级飞行员，拥有5600多小时的飞行经验，荣立二等功2次，三等功4次。
2008年5月12日汶川大地震发生后，邱光華不顾还有半年即将退休停飞，主动请战走上一线。5月31日下午14：56，他驾驶一架米-171飞经汶川县映秀镇附近时，因遭遇突变气流，发生飞行事故，机毁人亡。
邱光華犧牲後，其事跡感動中國，2009年獲選為“100位新中國成立以來感動中國人物”。